# マイケル・ワイズ

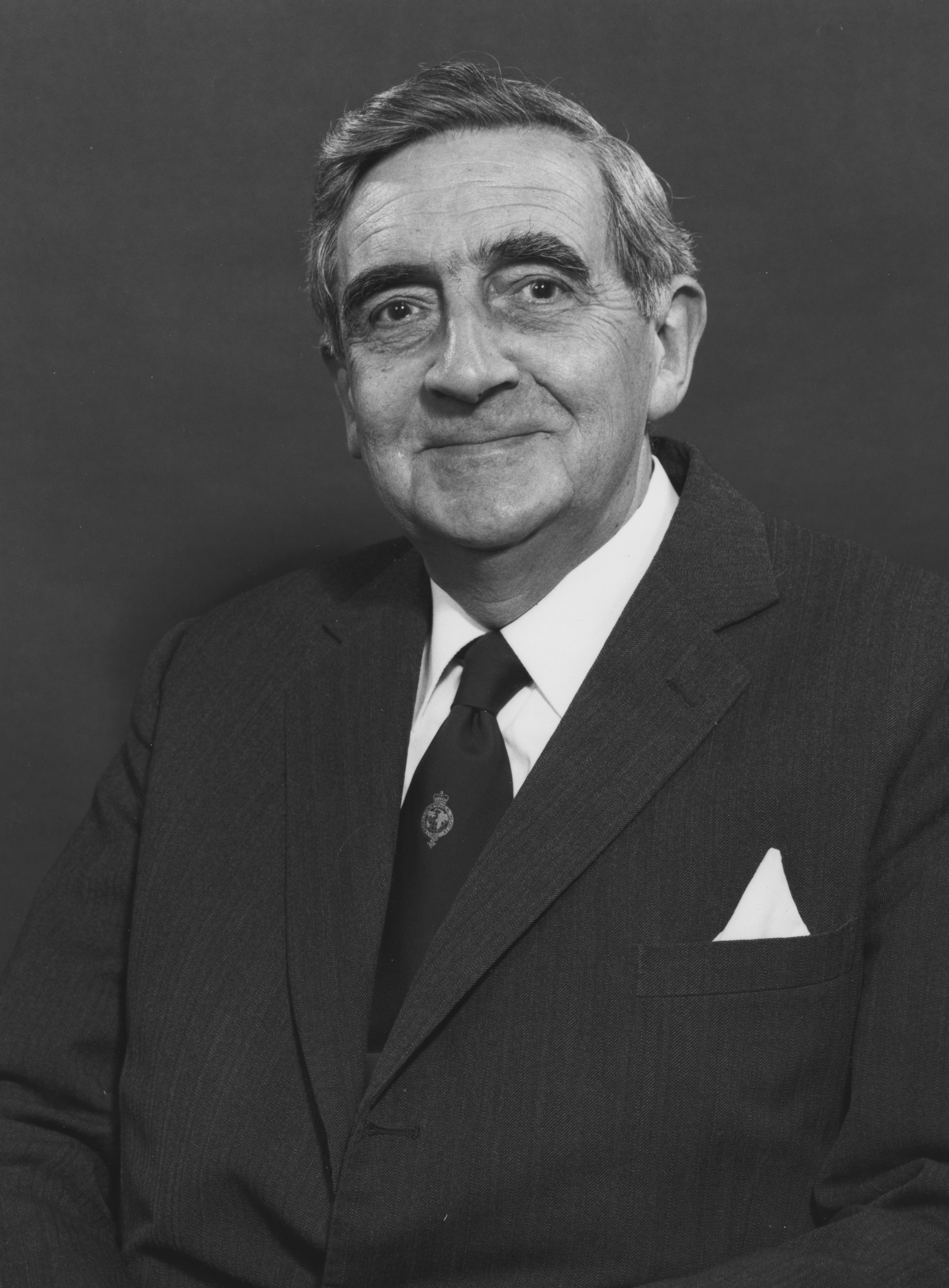
Michael John Wise

マイケル・ジョン・ワイズ（Michael John Wise CBE, MC、1918年8月17日 - 2015年10月13日）は、イギリスの地理学者、ロンドン大学名誉教授。専攻は経済地理学。マイケル・ワイズ（Michael Wise)、ないし、マイケル・J・ワイズ（Michael J. Wise) として論文等を公刊しており、これらの名で言及されることが多い。

## 生い立ち
マイケル・ワイズは、1918年に、父ハリー・カスバート・ワイズ (Harry Cuthbert Wise) と母サラ・イヴリン・ワイズ (Sarah Evelyn Wise) の間に、イングランド中部の都市スタッフォード (Stafford) で生まれた。

## 教育
バーミンガムのソルトレー中等学校 (Saltley Secondary School) を経て、バーミンガム大学に学び、1939年に地理学を専攻して学士 (BA) を得た。軍務に就いた後、バーミンガムへ戻り助講師 (assistant lecturer)、講師 (lecturer) を経て、1951年にPh.D.を取得した。

## 軍歴
第二次世界大戦中、ワイズはイギリス陸軍の一員としてヨーロッパや中東に従軍し、1944年には少佐 (Major) へ昇進した。後にワイズは戦功十字章 (Military Cross) を授与されている。

## 職歴
1951年にPh.D.を取得した後、ワイズはロンドン・スクール・オブ・エコノミクスの講師に転じ、1954年に経済地理学の講師 (Reader) となり、1958年には教授に昇任した。
ワイズは、British Association for the Advancement of Science（後の British Science Association）、the Transport Studies Society, 国際地理学連合、Geographical Association、王立地理学会など、数多くの学会の会員となり、会長などの役職も務めた。

## 栄誉
ワイズは、王立地理学会から1958年にギル記念賞 (the RGS Gill Memorial award)、1977年に創立者メダル (Founder’s Medal) を授与され、1980年にはハンガリー地理学会の Alexander Körōsi Csoma Medal、1981年には東京地学協会メダル、1984年には国際地理学連合 (IGU) の栄誉挂冠 (Lauréat d’Honneur) をそれぞれ受けている。1979年には大英帝国勲章を受章した。1982年、バーミンガム大学は、ワイズに名誉理学博士 (honorary DSc) を授与した。2008年、90歳を迎えたワイズの誕生日には、かつての同僚や教え子たちがキングス・カレッジ・ロンドンに集まって祝賀した。